# Bitcoin Gold

Logo de Bitcoin Gold

Le Bitcoin Gold est une cryptomonnaie. C'est un fork dur du Bitcoin. Il s'agit d'une monnaie numérique décentralisée open source, sans banque centrale ni intermédiaire, qui peut être envoyée d'utilisateur à utilisateur sur le réseau pair à pair Bitcoin Gold.
Le but déclaré du fork dur était de changer l'algorithme de preuve de travail afin que les circuits intégrés développés pour un client (ASIC) ne puissent pas être utilisés pour exploiter la chaîne de blocs Bitcoin Gold.

## Histoire
Le Bitcoin Gold a bifurqué de la chaîne de blocs Bitcoin le 24 octobre 2017, à la hauteur du bloc 491407.
Peu après son lancement, le site Web du Bitcoin Gold a été victime d'une attaque par déni de service distribuée et a reçu des critiques de Coinbase et Bittrex à cause de sa conception bâclée et du pré-minage d'une certaine quantité de pièces, ce qui signifie essentiellement de l'argent gratuit pour les promoteurs du projet,.
Le Bitcoin Gold a implémenté un nouvel algorithme de minage en juillet 2018. L'algorithme précédent développé par Zcash (en) était basé sur le jeu de paramètres <200,9>. Bitcoin Gold a modifié cet algorithme et adopte maintenant le jeu de paramètres <144,5>. Ce nouvel algorithme s'appelle Equihash-BTG. Le nouvel algorithme nécessite plus de mémoire que celui développé à l'origine par Zcash.

## Attaque de mai 2018
En mai 2018, le Bitcoin Gold a été touché par une attaque de double dépense provenant d'un acteur inconnu. Ce type d'attaque permet de manipuler le registre de la chaîne de blocs sur lequel sont enregistrées les transactions et de dépenser les mêmes pièces numériques plusieurs fois. 
Au cours de l'attaque, 388 000 Bitcoins Gold (d'une valeur d'environ 18 millions de dollars US) ont été volés dans plusieurs places de marché de devises cryptographiques. Par la suite, le Bitcoin Gold a été retiré de la liste des cryptomonnaies de la place de marché de devises cryptographiques Bittrex parce que Bitcoin Gold avait refusé de payer une partie des dommages.